# Friedrich Krell
Friedrich Krell (* 13. Juli 1928 in Wiesbaden; † 21. Oktober 2020 in Wernigerode) war ein deutscher Chorpädagoge und Chorleiter.

## Leben
Friedrich Krell studierte von 1947 bis 1951 Lehramt Musik und Chemie an der Martin-Luther-Universität Halle-Wittenberg. Danach wurde er Oberstufenlehrer in Wernigerode. 1951 gründete Krell einen gemischten Chor, aus dem der spätere Rundfunk-Jugendchor Wernigerode hervorging, dessen künstlerischer Leiter er 45 Jahre lang war.
1970 promovierte er in Halle mit der Dissertation Zur Interpretation und Rezeption der italienischen weltlichen mehrstimmigen Vokalmusik des 16. Jahrhunderts zum Dr. phil., 1982 erhielt er die Professur.
1991 erfolgte seine Berufung zum Leiter des Landesgymnasiums für Musik in Wernigerode. 1996 wurde er emeritiert, blieb aber Mitglied des Landesmusikrates Sachsen-Anhalt. Eine Woche vor seinem 80. Geburtstag leitete er den Rundfunk-Jugendchor unter anderem noch einmal am 5. Juli 2008 in einem Open-Air-Konzert auf dem Berliner Gendarmenmarkt.

## Ehrungen

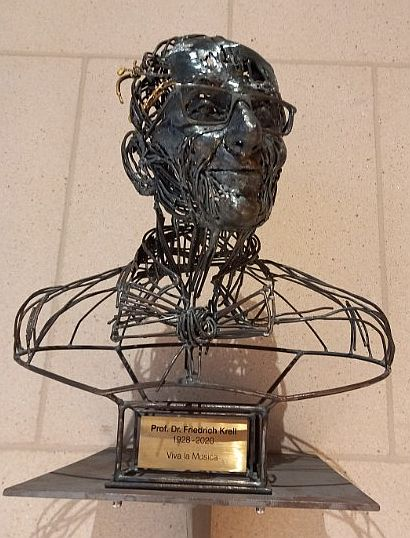
Gedenkbüste im Konzerthaus Liebfrauen Wernigerode

- Kulturpreis der Stadt Wernigerode (2001)
- Bundesverdienstkreuz am Bande (14. Mai 2003)[3]
- 2008 drehte der Mitteldeutsche Rundfunk anlässlich seines 80. Geburtstages über sein Schaffen.
- Musikpreis des Landes Sachsen-Anhalt (2015)
- Ehrendirigent des Landesjugendchores Sachsen-Anhalt
- Ehrendirigent des Rundfunk-Jugendchores Wernigerode
- 1956 Preis für künstlerisches Volksschaffen der DDR, Einzelschaffender II. Klasse
- 1962 Verdienter Lehrer des Volkes
- 1966 Erich-Weinert-Medaille der FDJ

- 1972 Vaterländischer Verdienstorden der DDR in Bronze

- 1976 Kunstpreis der DDR

- 1977 Vaterländischer Verdienstorden der DDR in Silber

- 1986 FDGB-Kunstpreis der DDR

- 1986 Nationalpreis der DDR I. Klasse für Kunst und Literatur (im Gestalterkollektiv des Festprogramms zum 40. Jahrestag des Vereinigungsparteitages und anlässlich des Abschlusses des XI. Parteitages der SED)
- 2021 Gedenkbüste im Konzerthaus Liebfrauen in Wernigerode, geschaffen von Jochen Müller aus Quedlinburg